# Gyrinus opacus
Gyrinus opacus es una especie de escarabajo del género Gyrinus, familia Gyrinidae. Fue descrita científicamente por Sahlberg en 1819.

## Distribución geográfica
Habita en América del Norte.